# 前原信一
前原 信一（まえはら しんいち、1948年 - ）は沖縄県沖縄市（出生当時アメリカ合衆国領琉球政府コザ市）出身の、沖縄テレビ放送元アナウンサー、ジャーナリスト、ウチナンチュ研究家。

## 経歴
同志社大学文学部卒業後、1973年にアナウンサーとして沖縄テレビ入社。報道番組（『OTVニュース6:30』『OTVイブニングワイド』など）の司会を担当する傍ら、沖縄テレビとの資本関係が深い琉球新報に1984年から掲載された世界各地の沖縄県出身移民、いわゆる「ワールド・ウチナンチュ」のインタビュー記事に感銘を覚え、「世界のウチナンチュ」の取材・研究に携わる。
中でも1985年から自らが企画・レポーターを担当して放送された『沖縄発われら地球人→世界ウチナーンチュ紀行』のシリーズは、19年間にわたる長寿シリーズとして放送され、2001年に日本民間放送連盟賞活動部門優秀賞を受賞する功績を残した。また左記番組とは別に放送された『FNSドキュメンタリー大賞・粛清された沖縄県人』（1993年）の製作にも携わり、同ドキュメンタリー大賞のコンテストにおいて優秀賞、第9回世界テレビ映像祭に於いても人権賞をそれぞれ受賞した。このことが、1990年に第1回を開催した、世界各地の沖縄移民が沖縄県に一堂に会した交歓会「世界のウチナーンチュ大会」の開催実現の機運にもなったとされている。
アナウンサー晩年は、沖縄テレビの常務取締役を務め、2011年に定年退職。この「世界のウチナンチュ」の研究による理解促進に貢献したことが評価され、アメリカ合衆国ハワイ大学マノア校から、名誉人文学博士号の称号が与えられた。以後もフリージャーナリストとして、ラジオ沖縄の『ワールド・ウチナーンチュ』を担当し、これまでの取材・研究を通して出会った様々な世界各地で活躍するウチナンチュについて話している。
2020年にはこれら放送などの取材記から60組のウチナンチュをまとめた『ワールド・ウチナーンチュ　忘れ得ぬ人々』（ISBN 978-4-89982-391-9　ボーダーインク）が上梓された。